# 흰눈썹물떼새
흰눈썹물떼새(Eurasian dotterel, Eudromias morinellus)는 물떼새과에 속하는 작은 섭금류이다.
몸 전반적으로는 검갈색이고 눈 줄무늬는 흰색이며 가슴은 짝짓기 시기에는 오렌지 레드 색이다. 암컷은 수컷보다 더 색이 다채롭다.
유럽 북부, 아시아에서 서식하는 철새로서, 겨울에는 남쪽을 향해 북아프리카와 중동으로 이주한다. 2~4개의 알을 낳는다.

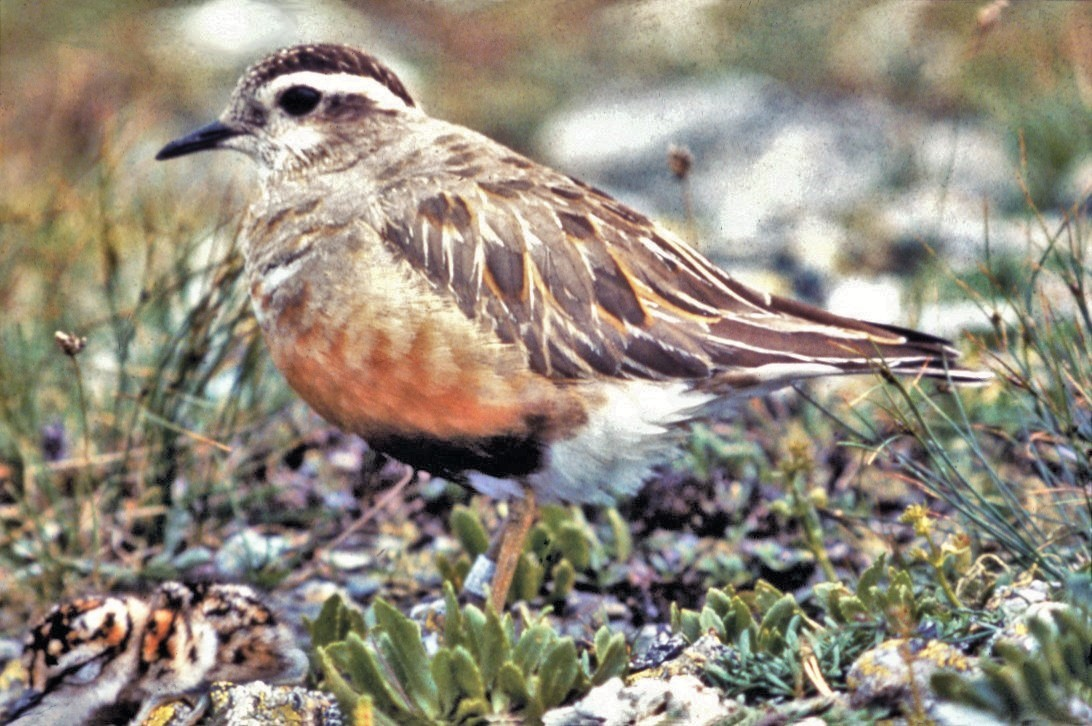
새끼와 함께 있는 수컷
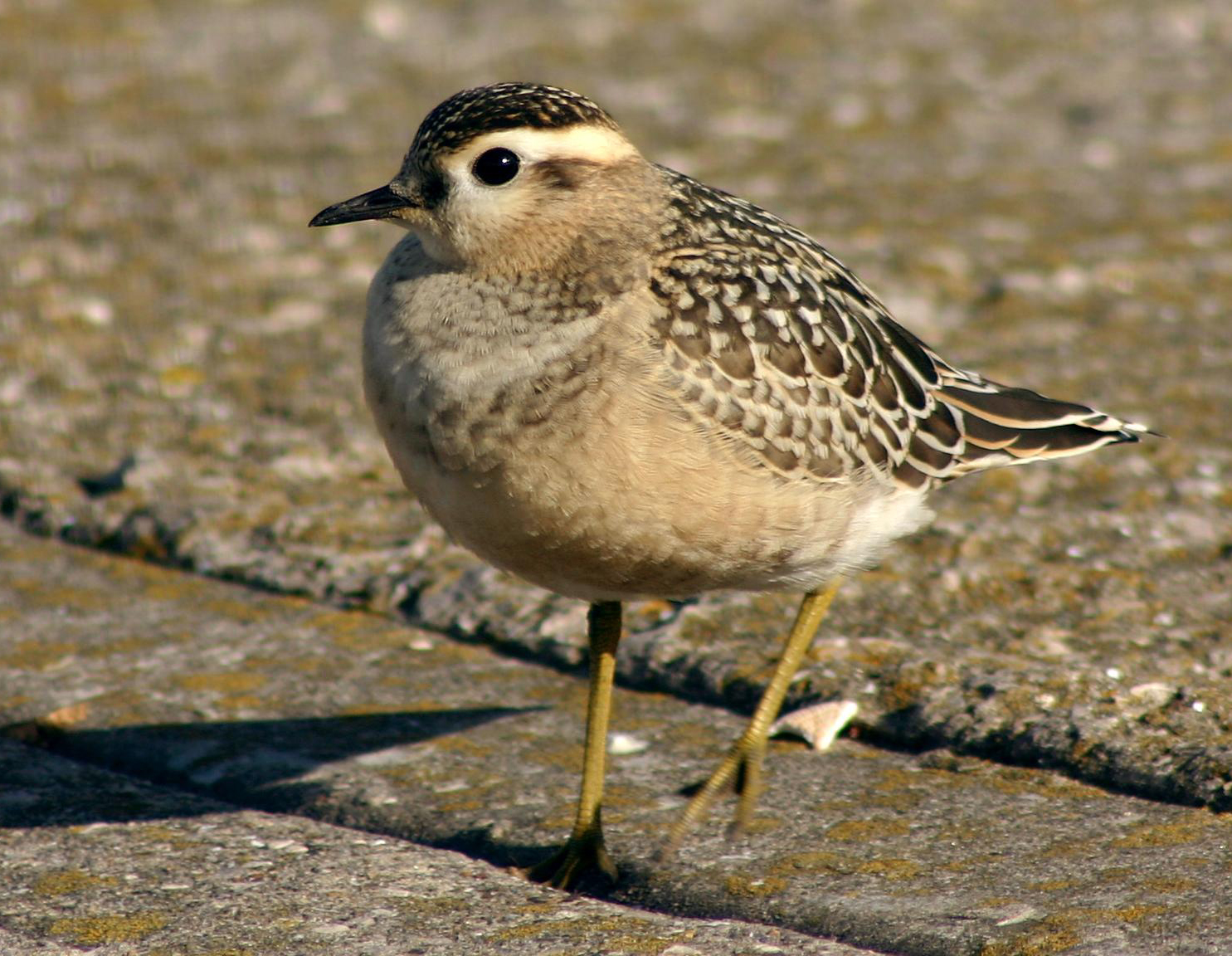
유년기
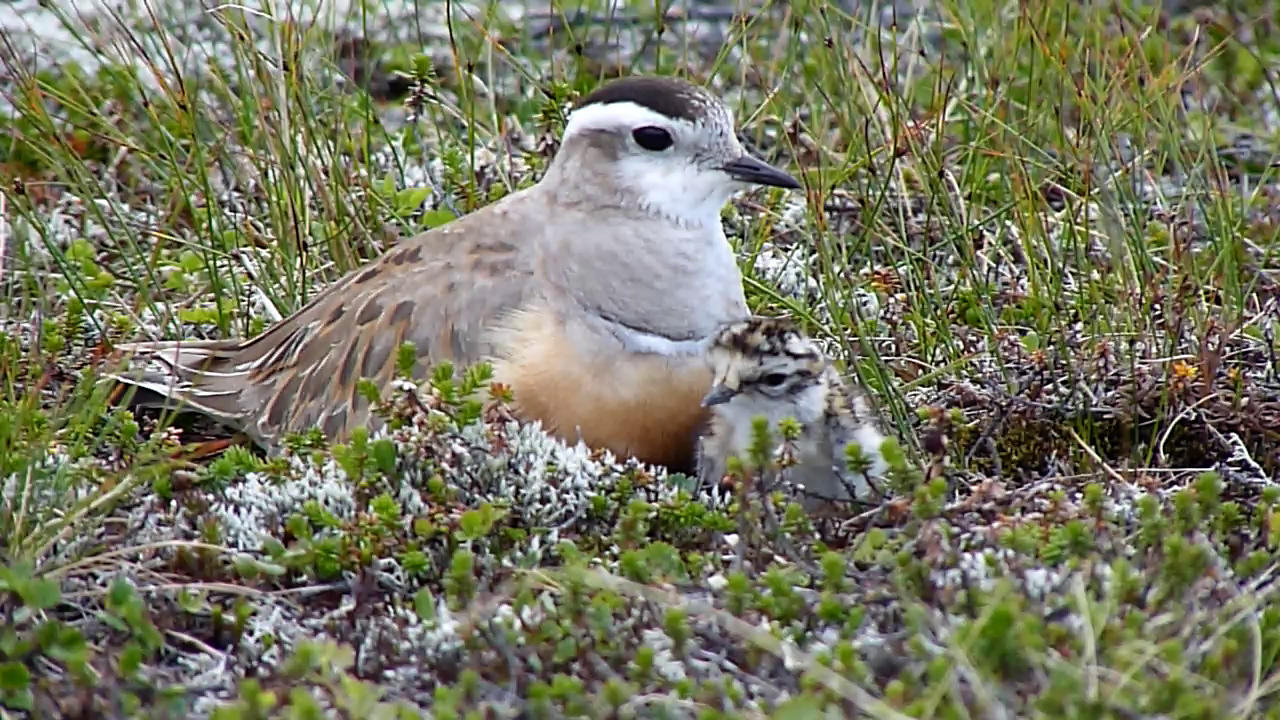
새끼와 함께 있는 암컷
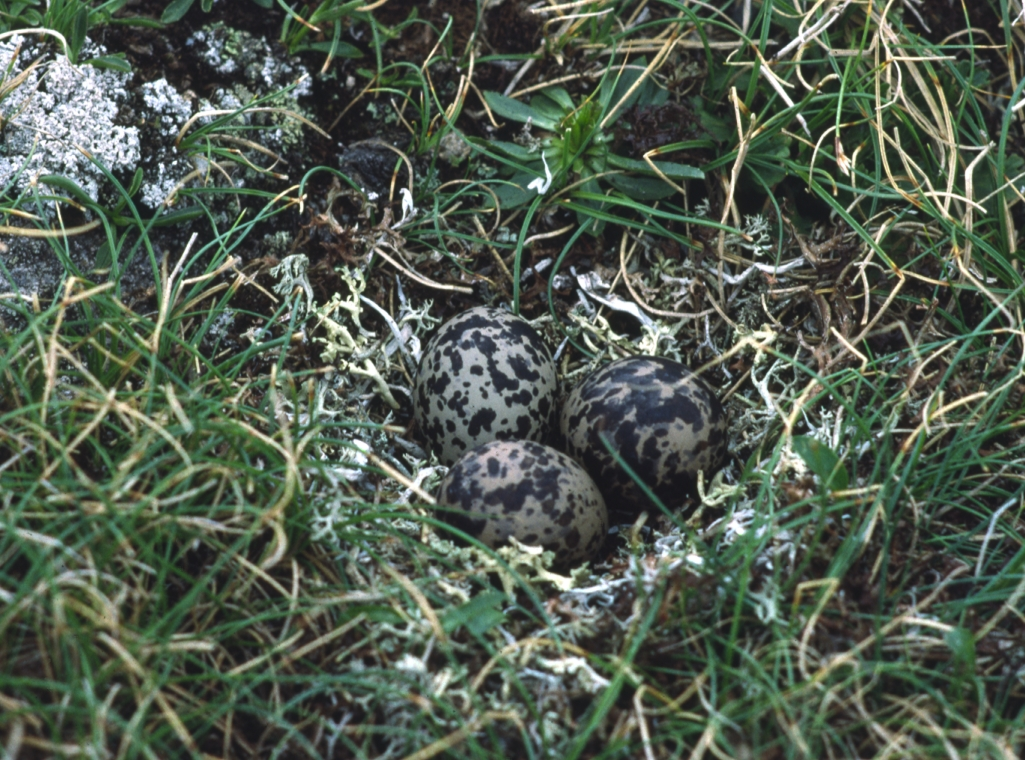
둥지
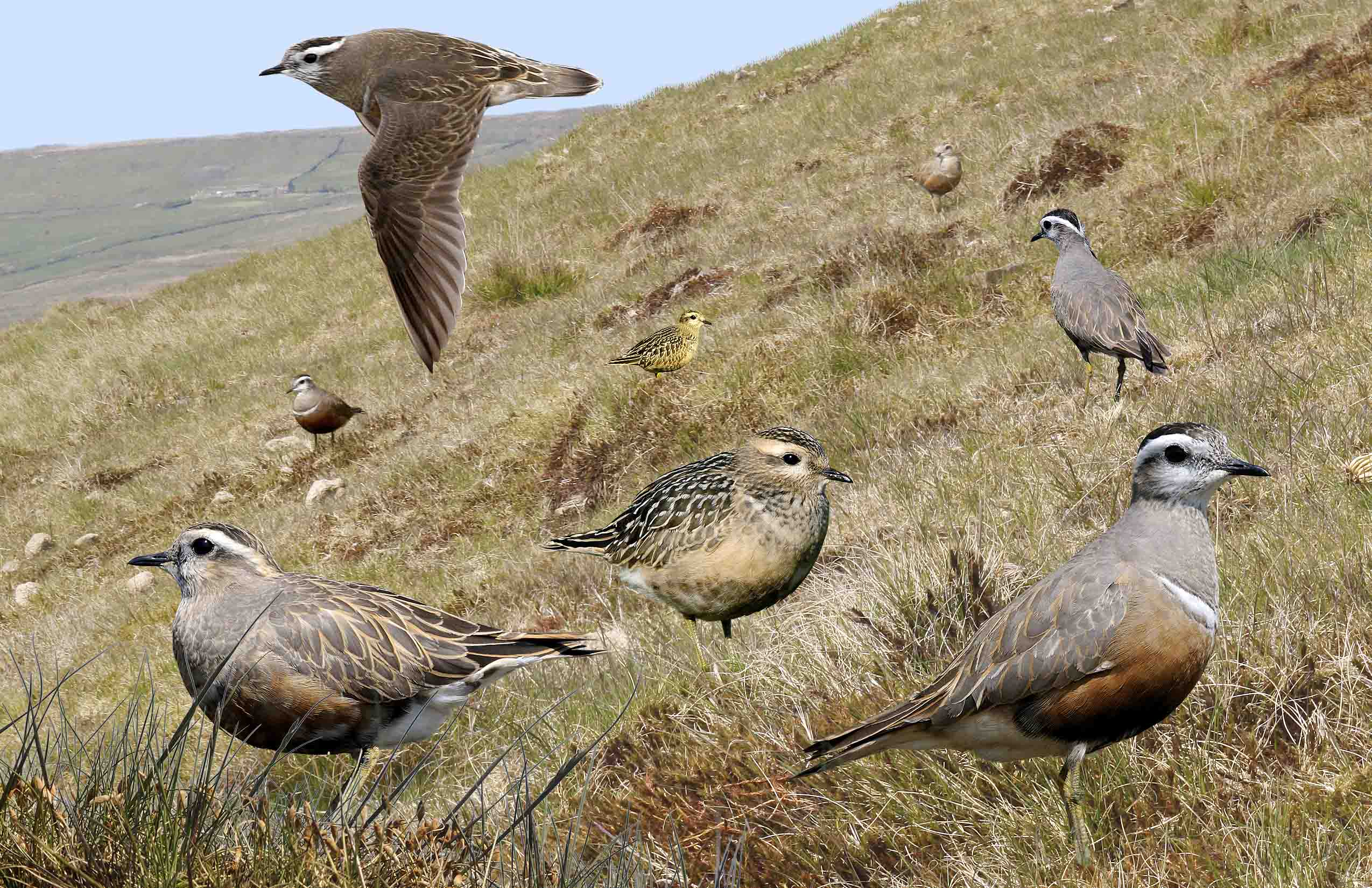
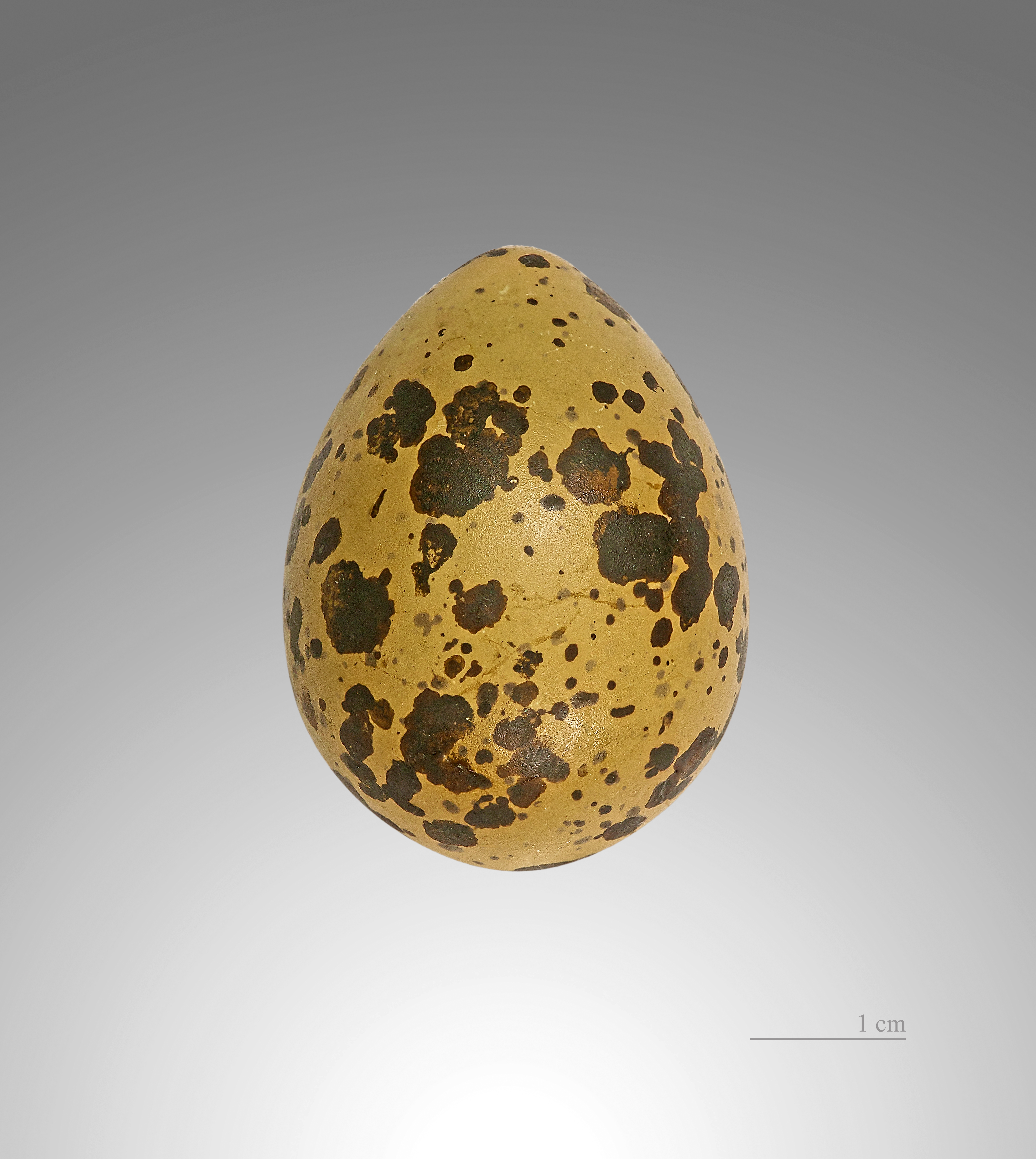
알 – MHNT